# Київська міська клінічна лікарня № 5
Київська міська клінічна лікарня № 5 — медичний лікувальний заклад м. Києва, розташований у Святошинському районі Києва по вулиці Відпочинку, 11.
Станом на 2016 рік має 530 медиків і 139 технічних працівників. Число ліжок стаціонару — 335. Є комунальною власністю міста Києва. Підпорядкована Департаменту охорони здоров'я виконавчого органу Київської міської ради (Київської міської державної адміністрації).
Станом на 01.08.2018 року Число ліжок стаціонару — 315.

## Історія
У 1936 році для надання медичної допомоги населенню масиву Святошин була відкрита медична амбулаторія, котра знаходилась за адресою Брест-Литовське шосе, 161.
З 1945 року — це поліклініка № 13 м. Києва, яка була об'єднана з відбудованим стаціонаром, котрий 25 січня 1959 року по вулиці Івана Крамського, 21 був введений у дію під назвою «Святошинська лікарня», із загальним ліжковим фондом на 250 ліжок для хворих на грип (наказ Київського міського здороввідділу № 28 від 21 січня 1959 року).
З 1 квітня 1959 року Святошинська лікарня, згідно з наказом Київського міського здороввідділу № 168, перейменована на 3-тю районну лікарню Жовтневого району м. Києва. До складу лікарні ввійшли: поліклініка та стаціонар на 200 ліжок, у тому числі:
- терапевтичне відділення на 70 ліжок;
- хірургічне відділення на 50 ліжок;
- гінекологічне відділення на 40 ліжок.

З 1 січня 1970 року 3-тя районна лікарня Жовтневого району перейменована в лікарню № 5 Жовтневого району.
З 1971 року лікарня № 5 Жовтневого району була перепрофільована в лікарню № 5 (інфекційну) для хворих на гострі кишкові інфекції з м. Києва. У зв'язку з цим були закриті терапевтичне, хірургічне, гінекологічне та дитяче відділення і відкриті 4 інфекційні відділення на 250 ліжок, у тому числі 40 ліжок для лікування дитячих інфекційних хвороб.
З 1 січня 1979 року медико-санітарна частина Київського авіаційного виробничого об'єднання (КиАВО), як структурний підрозділ лікарні № 5 (інфекційної) відокремилася і стала самостійною медичною структурою, яка розташувалась у приміщенні житлового будинку по вулиці Рене Декарта, 4/2.
У вересні 1982 року у зв'язку введенням в експлуатацію нової будівлі лікарні по вул. Відпочинку, 11, лікарня була перейменована на лікарню № 26 авіаційних підприємств КиАВО та Київського механічного заводу (КМЗ). До складу лікарні ввійшли:
- поліклініка, яка обслуговувала працівників підприємств авіаційної промисловості (КиАВО, КМЗ) і 15 тис. прикріпленого населення Ленінградського району (близько прилеглі вулиці),
- стаціонар на 240 ліжок.

З лютого 1988 року лікарня № 5 (інфекційна) ввійшла до складу Центральної районної лікарні Ленінградського району м. Києва, як інфекційний стаціонар. У 1990 році Центральна районна лікарня Ленінградського району м. Києва реорганізована в Ленінградське районне медичне об'єднання м. Києва.
1 січня 1997 року лікарня № 26 МСЧ КиАВО ліквідована, як юридична особа, та прийнята на баланс Ленінградського районного медичного об'єднання Стаціонар лікарні став іменуватися як соматичний.
У 1998 році Ленінградське районне медичне об'єднання м. Києва реорганізовано в Територіальне медичне об'єднання Ленінградського району м. Києва у складі з клінічною лікарнею № 5, до якої ввійшли інфекційний та соматичний стаціонари.
З 01.01.1999 року реорганізована в Київську міську клінічну лікарню № 5, як самостійний лікувальний заклад міста Києва.

## Головні лікарі
Головними лікарями закладу були:
- з 1959 р. по 1973 р. — Гусаров Павло Терентійович;
- з 1973 р. по 1983 р. — Паламарчук Євген Семенович;
- з 1983 р. по 1988 р. — Степнова Валентина Олександрівна;
- з 1988 р. по 1996 р. — Макомела Роман Миколайович;
- з 1979 р. по 1997 р. — Василюк Лариса Михайлівна (головний лікар лікарні № 26 МСЧ КиАВО);
- з 1996 р. по 1999 р. — Подковська Данута Федорівна;
- з 1999 р. по 2003 р. — Юрченко Володимир Дмитрович.
- з 2003 року по 2018 р. — Юрченко Олександр Володимирович.
- з 2018 року — Казека Віталій Григорович